# 埃斯蒂讷
埃斯蒂讷（法語：Estinnes，法語發音：[ɛstin] ⓘ）是比利时瓦隆大区埃諾省拉卢维耶尔区的一个市镇，西南端与法国接壤，通行法语，是比利时法语社群的一部分，面积73.29平方千米，人口7,715人（2018年1月1日）。